# Herb gminy Augustów
Herb gminy Augustów – symbol gminy Augustów.

## Wygląd i symbolika
Herb przedstawia na tarczy w polu o barwie amarantowej splecione litery „A” i „S”, po obu stronach litery „P” i „R” (Polonia Rex), czyli monogram króla Zygmunta Augusta z mitrą zwieńczoną krzyżem. Całość zwieńczona wystającymi u góry kłosami zboża, otoczona czerwonym napisem „GMINA AUGUSTÓW”, przedzielonego jabłkami okolonymi liśćmi dębu. Jest to nawiązanie do herbu Augustowa oraz rolniczego charakteru gminy.